# Marcos Franco
Marcos Franco (6 de março de 1975) é um roteirista de quadrinhos brasileiro. Começou sua carreira em 1993, com o fanzine O Mutante. Em 1996, editou o fanzine Made In Bahia e, nos anos seguintes, diversos outros. Junto com o Museu de Arte Contemporânea de Feira de Santana, criou um Núcleo de Quadrinhos que desenvolveu diversas exposições na cidade, além da publicação da revista independente Brazuca Comics. Marcos já escreveu roteiros para diversas revistas, como Impacto, Prismarte, Tempestade Cerebral, Lendas e Mistérios da Turma do Xaxado, entre outras. É criador dos persongens independentes Redentor e Penitência. Em 2011, ganhou o Prêmio Angelo Agostini na categoria "melhor roteirista" pelo seu trabalho na graphic novel independente Lucas da Vila de Sant'anna da Feira, sobre Lucas da Feira, um ex-escravo que se tornou um cangaceiro, lançada no ano anterior (e que ganharia uma nova edição em 2013).